# Столична община
Столичната община е единствената община в област София, Западна България.

## География

### Географско положение, граници, големина
Столичната община е единствената община в област София. С площ от 1348,902 km2 е втората по големина българска община след община Сливен. Границите ѝ са следните:
- на северозапад – община Божурище и община Костинброд, Софийска област;
- на север – община Своге, Софийска област;
- на изток – община Елин Пелин, Софийска област;
- на югоизток – община Ихтиман, Софийска област;
- на юг – община Самоков, Софийска област;
- на запад – община Перник, област Перник.

### Природни ресурси

#### Релеф
Релефът на общината е равнинен, ниско-, средно- и високопланински, като територията ѝ попада в пределите на Западна Стара планина, Софийската котловина, планините Люлин, Витоша и Плана и Ихтиманска Средна гора.
Централните райони на Столична се заемат от средната, най-равна и най-ниска част на Софийската котловина (Софийското поле) с надморска височина от 550 до 650 m.
Северно и североизточно от нея в пределите на Столична община попадат южните склонове на две планини, части от Западна Стара планина. Северно от котловината, от двете страни на началото на Искърския пролом с цялата си дължина от близо 30 km се намира ниската Софийска планина. Най-високата ѝ точка връх Готен (1294,3 m) се намира на 3,5 km северно от град Бухово. На около 3 km северно от град Нови Искър, в началото на Искърския пролом, на границата с община Своге, в коритото на река Искър се намира най-ниската ѝ точка – 505 m н.в. Източно от нея и североизточно от Софийската котловина се простират югозападните части на планината Мургаш. В крайния североизток на общината, където се събират границите ѝ с общините Своге, Ботевград и Елин Пелин се издига най-високият ѝ връх Мургаш 1687 m.
Югозападно от Софийската котловина на територията на Столична община се простират северните склонове на планината Люлин. На 2 km северозападно от село Владая, на границата с община Перник е разположен най-високият ѝ връх Дупевица 1255,8 m. На югоизток, чрез Владайската седловина Люлин се свързва с планината Витоша. На територията на общината попадат нейните северни и източни части. На границата с община Перник се извисява нейният първенец Черни връх 2290 m, който се явява и най-висока точка на цялата община. Югоизточно от нея дълбоката долина на Железнишка река (Ведена, ляв приток на Искър) я разделя, а високата седловина Ярема я свързва с ниската Плана планина. На територията на Столична община са разположени нейните северни и североизточни най-високи части. На 2 km северно от село Плана е разположен най-високият ѝ връх Манастирище 1338,4 m.
Източно от дълбокия Панчаревски пролом на река Искър в пределите на Столична община за разположени крайните западни и северозападни разклонения на Ихтиманска Средна гора. На юг от Софийското поле и източно и североизточно от Панчаревския пролом се простират западните части на Лозенска планина. На границата с община Елин Пелин, северозападно от село Габра се издига нейният първенец връх Попов дял 1190,2 m. Южно от нея и източно от язовир Искър са разположени най-югозападните разклонения на Вакарелска планина. На границата с община Ихтиман, на 2 km източно от язовира се намира най-високата ѝ точка – връх Острец (Сиврибаир, 1088,3 m). Югоизточно от язовира и източно от най-долното течение на река Шипочаница в пределите на общината попада крайната северозападна част на Септемврийски рид (съставна част на Ихтиманска Средна гора). Тук максималната височина от 1200, 1 m се намира в най-югоизточната точка на общината, където се събират границите на общините Самоков и Ихтиман. И накрая, в крайния юг на общината, южно от язовир Искър на нейна територия е разположена най-северната част на Шипочанския рид, който също е съставна част на Ихтиманска Средна гора. Връх Каменица могила 989,8 m е разположен на около 3 km южно от язовира, на границата с община Самоков.

#### Води
Основна водна артерия в Столична община е река Искър (десен приток на Дунав), която протича през нея с част от горното и средното си течение на протежение от около 65 km. Реката навлиза в общината източно от вилната зона „Мечката“ (намира се в община Самоков) и непосредствено след това излива водите си в най-големия български язовир Искър. След като изтече от язовира се насочва на северозапад между планините Витоша и Плана на запад и Лозенска планина на изток, като формира дълбокия и живописен Панчаревски пролом (22 km). След протичането си през Панчаревското езеро реката навлиза в Софийското поле, като преминава покрай източните квартали на София, при град Нови Искър навлиза във величествения Искърски пролом и след около 3 km напуска пределите на Столична община.
На територията на общината Искър получава отляво и отдясно седем по-големи притока:
- река Шипочаница (десен приток) – влива се от юг в язовир Искър, като в пределите на общината са последните ѝ 2 km;
- река Планщица (ляв приток) – влива се от запад на 5 km след село Долни Пасарел, като в пределите на общината са последните ѝ 5 km;
- Железнишка река (Ведена, 11 km, ляв приток) – влива се от запад на около 2 km преди село Кокаляне. Протича с цялото си течение през общината и служи за граница между планините Витоша на север-северозапад и Плана на юг-югоизток;
- Витошка Бистрица (12 km, ляв приток). Протича с цялото си течение през общината. Извира от високите части на Витоша, минава през селата Бистрица и Панчарево и се влива от запад в Панчаревското езеро на 600 m н.в.;
- Перловска река (31 km, ляв приток). Тя извира от вилната зона на Драгалевци, пресича Околовръстното шосе, свързва новите квартали, успоредни на булевард „България“, след което пресича Южния парк. Под булевард „България“ в нея се влива Боянската река и двете излизат на открито при бул. „Евлоги и Христо Георгиеви“. Точно оттук Перловската река става канал[1]. В града течението на реката е изцяло коригирано, на места подземно. Влива се в Искър на 513 m н.в., на 1,2 km североизточно от Обрадовския манастир. Площта на водосборния и басейн е 257 km², което представлява 3,0% от водосборния басейн на река Искър. Най-голям приток Владайска река (37 km, ляв);
- Лесновска река (Стари Искър). Протича през общината с последните си 16 km покрай селата Долни Богров, Чепинци и Негован и квартал „Челопечене“ и северно от село Кубратово се влива отдясно в река Искър на 510 m н.в.;
- река Блато. Протича през общината с последните си 9 km покрай селата Мрамор и Мировяне и източно квартал „Кумарица“ на град Нови Искър се влива отляво в река Искър на 509 m н.в.

## Административно-териториално деление
Съгласно Закона за териториалното деление на Столичната община и големите градове територията на общината е разделена на 24 административни района (виж списъка в шаблона най-отдолу).

## Административно-териториални промени
- Указ № 22/обн.17.07.1879 г. – преименува с. Бали ефенди на с. Медено село;
- Височайши доклад № 6187/обн. 31.12.1881 г. – преименува с. Медено село на с. Княжево;
- Указ № 82/обн. 02.02.1895 г. – заличава с. Подуяне (Подуене) и го присъединява като квартал на гр. София;
- Указ № 157/обн. 04.03.1895 г. – преименува с. Беглер чифлик на с. Симеоново;
- Указ № 522/обн. 18.12.1923 г. – признава н.м. Надежда (от с. Връбница) за отделно населено място – с. Надежда;
- МЗ № 2820/обн. 14.08.1934 г. – преименува с. Вердикалино на с. Вердикал;
  - преименува с. Чамурлии на с. Шишманово;
- МЗ №1966/обн.16.11.1935 г. – преименува с. Орландовци на с. Райна княгиня;
- МЗ № 919/обн. 20.06.1936 г. – преименува с. Куманица на с. Кубратово;
- МЗ № 3057/обн. 07.09.1938 г. – възстановява старото име на с. Райна княгиня на с. Орландовци;
- МЗ № 2915/обн. 16 януари 1943 г. – признава м. Плана за с. Плана;
- Указ № 41/обн. 07.07.1947 г. – заличава с. Погледец и го присъединява като квартал на с. Требич;
  - заличава н.м. Чохаджийско предградие и я присъединява като квартал на гр. София;
- между 1946 и 1956 г. – заличени са м. Красно село и с. Надежда и са присъединява като квартали на гр. София без административен акт;
- Указ № 291/обн. 23.06.1950 г. – заличава с. Кациляне и го присъединява като квартал на с. Долни Богров;
- Указ № 293/обн. 28.08.1953 г. – преименува с. Владая на с. Райко Даскалово;
- Указ № 313/обн. 29.10.1954 г. – заличава селата Горни Пасарел, Калково и Шишманово поради изселване;
- Указ № 356/обн. 07.12.1954 г. – заличава селата Биримирци и Обрадовци и ги присъединява като квартали на гр. София;
- Указ № 317/обн. 13.12.1955 г. – обединява селата Кумарица и Славовци в едно ново населено място – с. Александър Войков;
  - обединява селата Горни Лозен и Долни Лозен в едно ново населено място – с. Лозен;
- през 1956 г. – осъвременено е името на с. Бутунец на с. Ботунец без административен акт;
  - уточнено е името на с. Казичане на с. Казичене без административен акт;
  - осъвременено е името на с. Михалово на с. Михайлово без административен акт;
- Указ № 177/обн. 29.04.1958 г. – заличава с. Княжево и го присъединява като квартал на гр. София;
- Решение на Софийски градски временен изпълнителен комитет/обн. 07.02.1959 г. – отделя кв. Гара Искър от с. Бусманци и го присъединява като квартал на гр. София;
- Указ № 447/обн. 09.11.1961 г. – заличава селата Бояна, Враждебна, Връбница, Горна баня, Драгалевци, Дървеница, Илиянци, Малашевци, Обеля, Орландовци, Симеоново и Слатина и ги присъединява като квартали на гр. София;
- Указ № 21/обн. 19 януари 1962 г. – възстановява старото име на с. Райко Даскалово на с. Владая;
- Указ № 829/обн. 29.08.1969 г. – признава с. Банкя за гр. Банкя;
- Указ № 1840/обн. 24.11.1970 г. – заличава селата Вердикал, Градоман и Михайлово и ги присъединява като квартали на гр. Банкя;
- Указ № 757/обн. 08.05.1971 г. – заличава селата Суходол, Требич и Филиповци и ги присъединява като квартали на гр. София;
- Указ № 1942/обн. 17.09.1974 г. – признава с. Бухово за гр. Бухово;
  - обединява селата Александър Войков, Гниляне и Курило в едно ново населено място – гр. Нови Искър;
- Указ № 45/обн. 20 януари 1978 г. – заличава с. Горубляне и го присъединява като квартал на гр. София;
  - отделя гр. Бухово и селата Горни Богров, Желява и Яна и техните землища от Софийски окръг и ги присъединява към Окръг София-град;
- Указ № 120/обн. 27 януари 1978 г. – заличава селата Ботунец, Кремиковци и Сеславци и ги присъединява като квартали на гр. София;
- Указ № 2296/обн. 26.12.1978 г. – заличава с. Челопечене и го присъединява като квартал на гр. София;
- Реш. на Столичния общински съвет № 79/обн. 27.04.1998 г. – отделя с. Мрамор и неговото землище от р-н Нови Искър и го присъединява към р-н Връбница.

## Население
По данни на НСИ от преброяването през 2021 г. броят на населението на община София е 1 307 439 души.
Численост на населението според преброяванията през годините:
| Година на преброяване | Численост |
| 1934                  | 400 705   |
| 1946                  | 525 710   |
| 1956                  | 724 603   |
| 1965                  | 905 287   |
| 1975                  | 1 076 741 |
| 1985                  | 1 201 719 |
| 1992                  | 1 190 126 |
| 2001                  | 1 170 842 |
| 2011                  | 1 291 591 |
| 2021                  | 1 274 290 |

### Населени места
Общината се състои от 38 населени места, включваща 4 града и 34 села. Списък на населените места, подредени по азбучен ред, население и площ на землищата им:
|     | Населено място    | Пребр. на населението през 2021 г. | Площ на землището (в км2) | Забележка (старо име)           |     | Населено място | Пребр. на населението през 2021 г. | Площ на землището (в км2) | Забележка (старо име) |
|     | София             | 1 183 400                          | 492,029                   | най-голямото землище в България |     | Доброславци    | 1250                               | 19,029                    |                       |
| 1.  | р-н Средец        | 25 740                             | -                         |                                 |     | Житен          | 749                                | 5,784                     |                       |
| 2.  | р-н Красно село   | 79 883                             | -                         |                                 |     | Кубратово      | 702                                | 8,668                     | Куманица              |
| 3.  | р-н Възраждане    | 36 649                             | -                         |                                 |     | Кътина         | 1086                               | 20,527                    |                       |
| 4.  | р-н Оборище       | 28 943                             | -                         |                                 |     | Локорско       | 727                                | 34,244                    |                       |
| 5.  | р-н Сердика       | 43 263                             | -                         |                                 |     | Мировяне       | 1595                               | 10,304                    |                       |
| 6.  | р-н Подуяне       | 71 437                             | -                         |                                 |     | Негован        | 1744                               | 9,330                     |                       |
| 7.  | р-н Слатина       | 66 687                             | -                         |                                 |     | Нови Искър     | 13 589                             | 52,808                    |                       |
| 8.  | р-н Изгрев        | 31 189                             | -                         |                                 |     | Подгумер       | 972                                | 11,644                    |                       |
| 9.  | р-н Лозенец       | 57 134                             | -                         |                                 |     | Световрачене   | 2246                               | 4,958                     |                       |
| 10. | р-н Триадица      | 68 765                             | -                         |                                 |     | Чепинци        | 2553                               | 17,721                    |                       |
| 11. | р-н Красна поляна | 53 274                             | -                         |                                 | 22. | р-н Кремиковци | 22 464                             | –                         |                       |
| 12. | р-н Илинден       | 30 336                             | -                         |                                 |     | р-н Кремиковци | 15 699                             | –                         |                       |
| 13. | р-н Надежда       | 64 655                             | -                         |                                 |     | Бухово         | 2593                               | 44,821                    |                       |
| 14. | р-н Искър         | 59 925                             | -                         |                                 |     | Горни Богров   | 1144                               | 15,876                    |                       |
|     | р-н Искър         | 58 144                             | -                         |                                 |     | Долни Богров   | 1323                               | 15,525                    |                       |
|     | Бусманци          | 1781                               | 12,708                    |                                 |     | Желява         | 545                                | 44,967                    |                       |
| 15. | р-н Младост       | 104 047                            | -                         |                                 |     | Яна            | 1160                               | 13,074                    |                       |
| 16. | р-н Студентски    | 74 163                             | -                         |                                 | 23. | р-н Панчарево  | 30 261                             | –                         |                       |
| 17. | р-н Витоша        | 76 778                             | -                         |                                 |     | Бистрица       | 5945                               | 52,964                    |                       |
|     | р-н Витоша        | 72 329                             | -                         |                                 |     | Герман         | 2858                               | 16,788                    |                       |
|     | Владая            | 3291                               | 24,104                    | Райко Даскалово                 |     | Долни Пасарел  | 1324                               | 52,345                    |                       |
|     | Мърчаево          | 1158                               | 12,177                    |                                 |     | Железница      | 1812                               | 50,304                    |                       |
| 18. | р-н Овча купел    | 57 036                             | 18,344                    |                                 |     | Казичене       | 5049                               | 16,578                    | Казичане              |
|     | р-н Овча купел    | 56 116                             | -                         |                                 |     | Кокаляне       | 2076                               | 15,598                    |                       |
|     | Мало Бучино       | 920                                | 12,021                    |                                 |     | Кривина        | 1279                               | 10,739                    |                       |
| 19. | р-н Люлин         | 106 112                            | -                         |                                 |     | Лозен          | 6687                               | 91,597                    |                       |
| 20. | р-н Връбница      | 44 028                             | -                         |                                 |     | Панчарево      | 3127                               | 7,301                     |                       |
|     | р-н Връбница      | 38 834                             | -                         |                                 |     | Плана          | 104                                | 18,414                    |                       |
|     | Волуяк            | 3155                               | 18,155                    |                                 | 24. | р-н Банкя      | 12 747                             | –                         |                       |
|     | Мрамор            | 2039                               | 14,362                    |                                 |     | Банкя          | 11 572                             | 33,002                    |                       |
| 21. | р-н Нови Искър    | 28 774                             | -                         |                                 |     | Иваняне        | 996                                | 13,594                    |                       |
|     | Балша             | 759                                | 17,456                    |                                 |     | Клисура        | 178                                | 17.672                    |                       |
|     | Войнеговци        | 802                                | 17,714                    |                                 |     |                |                                    |                           |                       |

### Етнически състав
Преброяване на населението през 2011 г.
Численост и дял на етническите групи според преброяването на населението през 2011 г., по райони (подредени по численост на населението):
| Район         | Численост | Численост | Численост | Численост | Численост | Численост           | Численост     | Район         | Дял (в %) | Дял (в %) | Дял (в %) | Дял (в %) | Дял (в %)           | Дял (в %)     |
| Район         | Общо      | Българи   | Турци     | Цигани    | Други     | Не се самоопределят | Не отговорили | Район         | Българи   | Турци     | Цигани    | Други     | Не се самоопределят | Не отговорили |
| Общо          | 1 291 591 | 1 136 433 | 6526      | 18 284    | 9848      | 7240                | 113 260       | 100.00        | 87.98     | 0.50      | 1.41      | 0.76      | 0.56                | 8.76          |
| ------------- | --------- | --------- | --------- | --------- | --------- | ------------------- | ------------- | ------------- | --------- | --------- | --------- | --------- | ------------------- | ------------- |
| Люлин         | 114 813   | 101 258   | 550       | 3789      | 759       | 341                 | 8116          | Люлин         | 88.19     | 0.47      | 3.30      | 0.66      | 0.29                | 7.06          |
| Младост       | 102 899   | 93 160    | 375       | 220       | 720       | 245                 | 8179          | Младост       | 90.53     | 0.36      | 0.21      | 0.69      | 0.23                | 7.94          |
| Красно село   | 83 552    | 76 692    | 267       | 43        | 797       | 521                 | 5232          | Красно село   | 91.78     | 0.31      | 0.05      | 0.95      | 0.62                | 6.26          |
| Подуяне       | 76 672    | 67 207    | 361       | 431       | 370       | 489                 | 7814          | Подуяне       | 87.65     | 0.47      | 0.56      | 0.48      | 0.63                | 10.19         |
| Студентски    | 71 961    | 65 142    | 687       | 105       | 444       | 294                 | 5289          | Студентски    | 90.52     | 0.95      | 0.14      | 0.61      | 0.40                | 7.34          |
| Надежда       | 67 905    | 60 240    | 314       | 312       | 896       | 167                 | 5976          | Надежда       | 88.71     | 0.46      | 0.45      | 1.31      | 0.24                | 8.80          |
| Слатина       | 66 702    | 56 274    | 292       | 522       | 435       | 850                 | 8329          | Слатина       | 84.36     | 0.43      | 0.78      | 0.65      | 1.27                | 12.48         |
| Триадица      | 63 451    | 57 177    | 206       | 76        | 593       | 316                 | 5083          | Триадица      | 90.11     | 0.32      | 0.11      | 0.93      | 0.49                | 8.01          |
| Искър         | 63 248    | 55 408    | 284       | 374       | 327       | 224                 | 6631          | Искър         | 87.60     | 0.44      | 0.59      | 0.51      | 0.35                | 10.48         |
| Витоша        | 61 467    | 55 372    | 275       | 226       | 528       | 176                 | 4890          | Витоша        | 90.08     | 0.44      | 0.36      | 0.85      | 0.28                | 7.95          |
| Красна поляна | 58 234    | 42 653    | 207       | 8474      | 322       | 552                 | 6026          | Красна поляна | 73.24     | 0.35      | 14.55     | 0.55      | 0.94                | 10.34         |
| Овча купел    | 54 417    | 49 447    | 219       | 186       | 321       | 102                 | 4142          | Овча купел    | 90.86     | 0.40      | 0.34      | 0.58      | 0.18                | 7.61          |
| Лозенец       | 53 080    | 48 108    | 308       | 37        | 623       | 158                 | 3846          | Лозенец       | 90.63     | 0.58      | 0.06      | 1.17      | 0.29                | 7.24          |
| Връбница      | 47 969    | 40 974    | 262       | 802       | 264       | 281                 | 5386          | Връбница      | 85.41     | 0.54      | 1.67      | 0.55      | 0.58                | 11.22         |
| Сердика       | 46 949    | 39 598    | 438       | 684       | 275       | 569                 | 5385          | Сердика       | 84.34     | 0.93      | 1.45      | 0.58      | 1.21                | 11.46         |
| Възраждане    | 37 303    | 31 559    | 186       | 367       | 483       | 488                 | 4220          | Възраждане    | 84.60     | 0.49      | 0.98      | 1.29      | 1.30                | 11.31         |
| Илинден       | 33 236    | 28 993    | 110       | 413       | 296       | 143                 | 3281          | Илинден       | 87.23     | 0.33      | 1.24      | 0.89      | 0.43                | 9.87          |
| Средец        | 32 423    | 29 763    | 146       | 126       | 352       | 256                 | 1780          | Средец        | 91.79     | 0.45      | 0.38      | 1.08      | 0.78                | 5.48          |
| Оборище       | 31 060    | 27 502    | 93        | 33        | 393       | 450                 | 2589          | Оборище       | 88.54     | 0.29      | 0.10      | 1.26      | 1.44                | 8.33          |
| Изгрев        | 30 896    | 27 224    | 103       | 12        | 323       | 306                 | 2928          | Изгрев        | 88.11     | 0.33      | 0.03      | 1.04      | 0.99                | 9.47          |
| Нови Искър    | 28 991    | 26 634    | 134       | 235       | 67        | 98                  | 1823          | Нови Искър    | 91.86     | 0.46      | 0.81      | 0.23      | 0.33                | 6.28          |
| Панчарево     | 28 586    | 25 690    | 98        | 170       | 93        | 81                  | 2454          | Панчарево     | 89.86     | 0.34      | 0.59      | 0.32      | 0.28                | 8.58          |
| Кремиковци    | 23 641    | 19 425    | 547       | 606       | 102       | 102                 | 2859          | Кремиковци    | 82.16     | 2.31      | 2.56      | 0.43      | 0.43                | 12.09         |
| Банкя         | 12 136    | 10 933    | 64        | 41        | 65        | 31                  | 1002          | Банкя         | 90.08     | 0.52      | 0.33      | 0.53      | 0.25                | 8.25          |

## Награди за община София
- Победител в категория „Ефективно управление на проекти“, раздел „големи общини“, в онлайн конкурса „Кмет на годината, 2017“. Приз за кмета Йорданка Фъндъкова за разработване на проекти и печелене на финансиране за подобряване на градската среда.

## Управление
Ред на административните правомощия в Столична община
1. Областният управител на област София (наричана също област София-град), чиято територия съвпада с тази на Столична община, се назначава пряко от Министерския съвет (а зам.-областните управители – от министър-председателя); областният управител има право да връща по законосъобразност решенията на Столичния общински съвет.[8]
2. Столичният общински съвет (СОС) има правомощия над цялата Столична община, основна част от която е град София; общинските съветници се избират от жителите на общината по време на местни избори; СОС определя бюджетите на Столична община и на отделните софийски райони.
3. Кметът на Столична община (вижте Кмет на София) има правомощия над цялата община; той е кмет не само на град София, а и на общо тридесет и осемте населени места в нейните граници; кметът на София се избира от жителите на Столична община по време на местни избори.
4. Столична община се разделя на 24 района, 22 от които включват части от града. Кметът на даден софийски район има правомощия над територията на своя район, включително над селата и градовете, намиращи се на неговата територия; кметът на даден район се избира от общинските съветници (Столичният общински съвет). Този кмет има правомощията да разпределя бюджета в своя район.[9]

От чисто териториална гледна точка, между община София и област София-град няма разлика; „София-град“ е синоним за територията, покривана от тези две административни единици. „София-област“ (т.е. Софийска област) не е „област София“ (т.е. София-град). София-област често (погрешно) се нарича „София-окръг“. Същевременно град София е само един от четирите града (и 34 села), намиращи се на територията на София-град.
Три населени места в Столична община на пръв поглед нямат кметове, а именно: гр. Нови Искър, гр. Банкя и с. Панчарево. Това е, защото те са административни центрове на своите едноименни райони, съответно районният кмет е пряко кмет и на съответното населено място. Гр. Бухово е единственият град в община София, чийто кмет е подчинен на районен кмет (а именно на кмета на район Кремиковци; административен център на район Кремиковци е софийският кв. Кремиковци)

## Общински организации и предприятия
- Общинско предприятие „Управление на общински земи и гори“
- Специализирани общински приватизационен фонд (СОПФ)

## Транспорт
През територията на общината изцяло или частично преминават участъци от 6 жп линии от Железопътната мрежа на България с обща дължина 147,7 km.
- участък от 31,8 km от трасето на жп линията Калотина – София – Пловдив – Свиленград;
- целият участък от 10,9 km от трасето на жп линията Волуяк – Банкя;
- целият участък от 16,1 km от трасето на жп линията Подуяне – Биримирци – Волуяк;
- началният участък от 3,2 km от трасето на жп линията Волуяк – Перник;
- началният участък от 21,4 km от трасето на жп линията София – Перник – Радомир – Кулата;
- началният участък от 17,1 km от трасето на жп линията София – Мездра – Горна Оряховица – Варна;
- началният участък от 25,8 km от трасето на жп линията Илиянци – Карлово – Карнобат – Бургас;
- целият участък от 4,6 km от трасето на жп линията Световрачене – Курило;
- целият участък от 16,8 km от трасето на жп линията Столник – Казичене;

През общината преминават изцяло или частично 14 пътя от Републиканската пътна мрежа на България с обща дължина 348 km. Поради това, че някои от трасетата на пътищата се дублират от общата дължина от 348 km се изваждат дублиращите отсечки от 113,1 km и истинската дължина на Републиканската пътна мрежа на територията на Столична община е 234,9 km;
- началният участък от 10,2 km от автомагистрала Тракия (от km 0 до km 10,2);
- началният участък от 14,2 km от автомагистрала Хемус (от km 0 до km 14,2);
- началният участък от 9,2 km от автомагистрала Люлин (от km 0 до km 9,2);
- участък от 53,8 km от Републикански път I-1 (от km 233,3 до km 287,1);
- участък от (47,9 – 46 = 1,9 km) от Републикански път I-6 (от km 90,2 до km 138,1) (от Републикански път I-6 се изваждат 46 km, поради дублирането му с Републикански път I-1);
- участък от (50,5 – 8,7 – 5,9 = 36,9 km) от Републикански път I-8 (от km 43,6 до km 94,1) (от Републикански път I-8 се изваждат 8,7 km и 5,9 km, поради дублирането му с Републикански път I-1 и автомагистрала Тракия);
- последният участък от 12,4 km от Републикански път II-16 (от km 75,6 до km 88,0);
- целият участък от (61,8 – 29,3 – 23,2 = 9,3 km) от Републикански път II-18 (от Републикански път II-18 се изваждат 29,3 km и 23,2 km, поради дублирането му с Републикански път I-1 и Републикански път I-8);
- началният участък от 4,4 km от Републикански път II-81 (от km 0 до km 4,4);
- последният участък от 36,7 km от Републикански път II-82 (от km 49,6 до km 86,3);
- началният участък от 19,4 km от Републикански път III-181 (от km 0 до km 19,4);
- целият участък от 7 km от Републикански път III-189;
- началният участък от 13,3 km от Републикански път III-802 (от km 0 до km 13,3);
- участък от 7,2 km от Републикански път III-822 (от km 17,7 до km 24,9).

## Топографски карти
- Лист от карта K-34-47. Мащаб: 1 : 100 000.
- Лист от карта K-34-48. Мащаб: 1 : 100 000.
- Лист от карта K-34-59. Мащаб: 1 : 100 000.
- Лист от карта K-34-60. Мащаб: 1 : 100 000.

## Защитени територии
- Бистришко бранище
- Торфено бранище